# 연합군의 러시아 내전 개입
연합군의 러시아 내전 개입은 다국적 해외 원정군이 1918년 개시한 작전이었다. 초기의 목표는 체코슬로바키아 군단을 돕고 러시아의 항구에 무기와 탄약을 보급하는 것을 확충하고 동부 전선을 다시 여는 것이었다.
제1차 세계 대전의 연합국들은 반(反)볼셰비키 군대인 백군을 지원했다. 그러나 제1차 세계 대전이 끝난 직후에 반전 운동이 일어났고, 국내적 지지가 부족했기 때문에 연합군의 공격은 효과를 보지 못했다. 체코슬로바키아 군단이 철수한 이후에 연합군은 북러시아와 시베리아에서 1920년 물러갔고 일본 제국은 1922년까지 시베리아 일부와 사할린 북부를 지배했고 1925년이 되어서야 사할린 북부에서 후퇴했다.

## 연합군 개입 이전

### 혁명
1917년 러시아는 정치적으로 분열된 상태였다. 당시 민중은 제1차 세계 대전과 러시아 제국의 니콜라이 2세 황제에 대한 지지를 철회하였다. 혁명의 분위기가 국가 전반에 퍼져 있었다. 2월 혁명이 강력한 정치적 탄압으로 인해 발생해 전쟁의 분위기를 바꾸었다. 차르가 축출되었고 러시아 임시정부가 설립되어 게오르기 르보프가 초기에 정부를 이끌고 이후 알렉산드르 케렌스키가 정권을 잡았다. 임시 정부는 독일 제국과 동부 전선에서 전쟁을 지속했다.
연합국은 1914년 전쟁 초기부터 블라디보스토크, 무르만스크, 아르한겔스크를 통해 러시아에 물자를 보급하고 있었다. 1917년 미국 대통령 우드로 윌슨은 러시아 제국과의 동맹을 포기하고 케렌스키의 임시 정부에 경제적, 기술적 지원을 시작했다. 그러나 전쟁은 러시아 대중들에게 인기가 없었다. 정치 및 사회 전반에서 불만이 증가했고 블라디미르 레닌 주도 하에 혁명주의 세력인 볼셰비키가 전반적인 지지를 얻기 시작했다. 일반 병사들은 러시아 제국 육군에서 살해되거나 버려졌다. 6월 18일 공세에서 독일군과 오스트리아 헝가리 제국 육군은 반격의 결과로 러시아군을 패배시켰다. 이는 동부 전선의 붕괴로 이어졌다. 케렌스키는 이에 대한 대책으로 알렉세이 브루실로프를 라브르 코르닐로프로 대신했다.
코르닐로프는 1917년 8월 말 쿠데타를 통해 군사 독재 정권을 수립하려 시도했다. 그는 영국군 여단장인 알프레드 녹스의 지지를 받았고 케렌스키는 녹스를 친코르닐로프 파에 대한 선전을 했다며 고소했다. 케렌스키는 밀너가 코르닐로프에 대한 지지를 표현한 편지를 썼다고 주장했다. 올리버 락커램슨이 이끄는 영국 장갑차 편대가 러시아 제복을 입고 코르닐로프 사건에 참여했다. 쿠데타는 실패로 끝났지만 1917년 10월 10월 혁명으로 케렌스키의 임시 정부는 축출되었고 볼셰비키가 정권을 잡게 되었다.

### 러시아의 전쟁 탈퇴
5개월 후인 1918년 3월 3일, 러시아 소비에트 사회주의 연방 공화국은 독일 제국과 브레스트-리토프스크 조약을 체결해 동부 전선에서의 전쟁을 종결했다. 그러나 이것은 독일 제국 병사들이 서부 전선으로 재배치되는 것을 허용하지 않았다. 이 무렵 영국군과 프랑스군은 미국 해외원정군을 기다리고 있었다.

## 같이 보기
- 러시아 내전
- 백군
- 바스마시 운동